# Mucuna pruriens
Mucuna pruriens (L.) DC. è una pianta  della famiglia delle Fabacee (o Leguminose).
È un legume nativo dell'Africa tropicale e dell'Asia, ampiamente naturalizzato e coltivato. La pianta è conosciuta localmente con molti nomi facenti spesso riferimento al prurito e all'irritazione, che è recata dal contatto con le foglie e i baccelli. Ha valore d'uso agricolo e orticolo e ha una gamma di proprietà medicinali.

## Descrizione

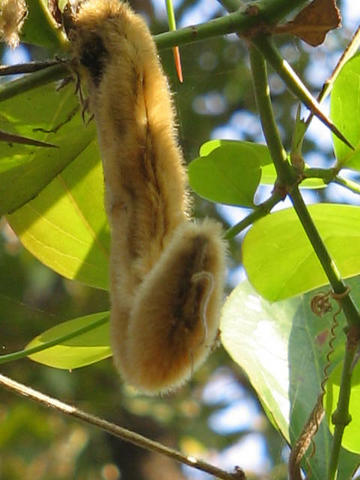
Baccello di M. pruriens

La pianta è un arbusto rampicante volubile (si avvolge ai supporti come i fagioli) annuale con fusti che possono raggiungere oltre 15 m di lunghezza. Quando la pianta è giovane è quasi completamente ricoperta di peli, ma allo stato adulto diviene pressoché glabra. Le foglie sono tripennate, ovali o obovate, a volte romboidali, i bordi delle fogliole sono spesso fortemente scanalati con apici appuntiti.
I fiori sono raccolti in grappoli pendenti lunghi da 10 a 32 cm, i fiori sul grappolo di norma sono piuttosto numerosi, (minimo 3-5). I piccioli fiorali sono brevi e nascono all'ascella di piccole foglie del grappolo. I petali violacei o bianchi sono lunghi da 2,5 fino a 3,8 cm.
I baccelli si sviluppano sull'asse del grappolo con una lunghezza da 4 a 13 cm, e una larghezza da 1 a 2 cm. Ogni baccello ha fino a sette semi. La buccia del baccello è molto pelosa con peli fitti di colore giallo arancione.
I semi sono appiattiti di forma ellissoide, quasi rotondi (da 1 a 1,5 cm asse minore, fino a 1,9 cm asse maggiore, per uno spessore da 0,4 a 0,7 cm. Il peso secco dei semi è da 55 a 85 g per 100 semi.
L'ilo (la base del funicolo che collega la placenta al seme) è circondato da un evidente arillo.
L'imponente effetto irritante e pruriginoso dei peli è dovuto a un alcaloide, la mucunaina.

## Usi
M. pruriens è una pianta da foraggio diffusa nelle zone tropicali. A tal fine, l'intera pianta è somministrata agli animali, come fieno secco o sotto forma di semi. Il fieno secco contiene l'11-23% di proteine grezze (con il 35-40% di fibre grezze), i semi (fagioli) secchi contengono fino a 25-30% di proteine grezze.
La pianta è coltivata in Benin (Africa), e in Vietnam (Asia) per la limitazione biologica della Imperata cylindrica, considerata gravemente infestante.
Per contro in alcuni parchi naturali della Florida la Mucuna è ritenuta invasiva, dato che occupa terreno smosso e disturbato marginale, in sostituzione della flora naturale.
I semi secchi, tostati sono stati usati come succedaneo del caffè.
La pianta è commestibile per l'uomo dopo cottura (sia i germogli freschi, sia i fagioli). I germogli o i semi devono essere messi a macerare in acqua per mezz'ora, 48 ore prima della cottura e l'acqua di cottura deve essere cambiata più volte. La presenza della L-dopa in quantità massiccia è tossica, con la macerazione e l'eliminazione dell'acqua di cottura si ottiene il percolamento della L-dopa e la trasformazione in prodotto adatto al consumo umano.
Il consumo senza trattamento è ammesso per tutti gli animali ruminanti, mentre non è ammesso (tossico) per tutti gli altri animali non ruminanti (cavalli, maiali, pollame).

### Usi medicinali
La pianta, e soprattutto i semi, contengono la L-dopa (levodopa) amminoacido intermedio alla via metabolica umana per la dopamina. A causa di tale proprietà preparati standardizzati della pianta sono stati proposti per il trattamento della malattia di Parkinson.